# Paramentik
Die Paramentik ist der reflektierte Umgang mit Paramenten. Sie ist in Wissenschaft und Lehre eine akademische Disziplin, die im Bereich der Praktischen Theologie angesiedelt ist und sich mit der Gestaltung liturgischer Kleider und gottesdienstlicher Textilien befasst.
Praktisch beschäftigt sich die Paramentik auch mit der sachgemäßen Ausgestaltung von Kirchen, insbesondere mit Altar (z. B. Antependium) und Kanzel. Erkenntnisse und Überlegungen aus der Ästhetik, der Liturgik und der christlichen Kunst fließen bei der Paramentik mit ein.
Sodann kann mit Paramentik auch eine Werkstatt bezeichnet werden, die sich auf die Entwicklung, das Design und die Herstellung von Paramenten spezialisiert hat.

## Gegenstände der Paramentik
Die Paramentik beschäftigt sich vorwiegend mit
- Materialkunde (bevorzugt werden im 21. Jahrhundert wieder natürliche Materialien wie Seide, Wolle und Leinen)
- der Farbpsychologie und ihre Bedeutung und ihr Einfluss auf die Paramentik
- dem Kirchenjahr und dem liturgischen Kalender in ihrem Einfluss auf Textilgestaltung
- der Herkunft und Entwicklung liturgischer Kleidung und deren Umfeld unter Beachtung von Kleidermode und Modegeschichte
- Geschichte der Paramentik (historische Paramentik)